# NGC 237
NGC 237 (ook wel PGC 2597 of UGC 461) is een balkspiraalstelsel in het sterrenbeeld Walvis. NGC 237 staat op ongeveer 170 miljoen lichtjaar van de Aarde.
NGC 237 werd op 21 november 1886 ontdekt door de Amerikaanse astronoom Lewis A. Swift.